# Искусство Ирландии

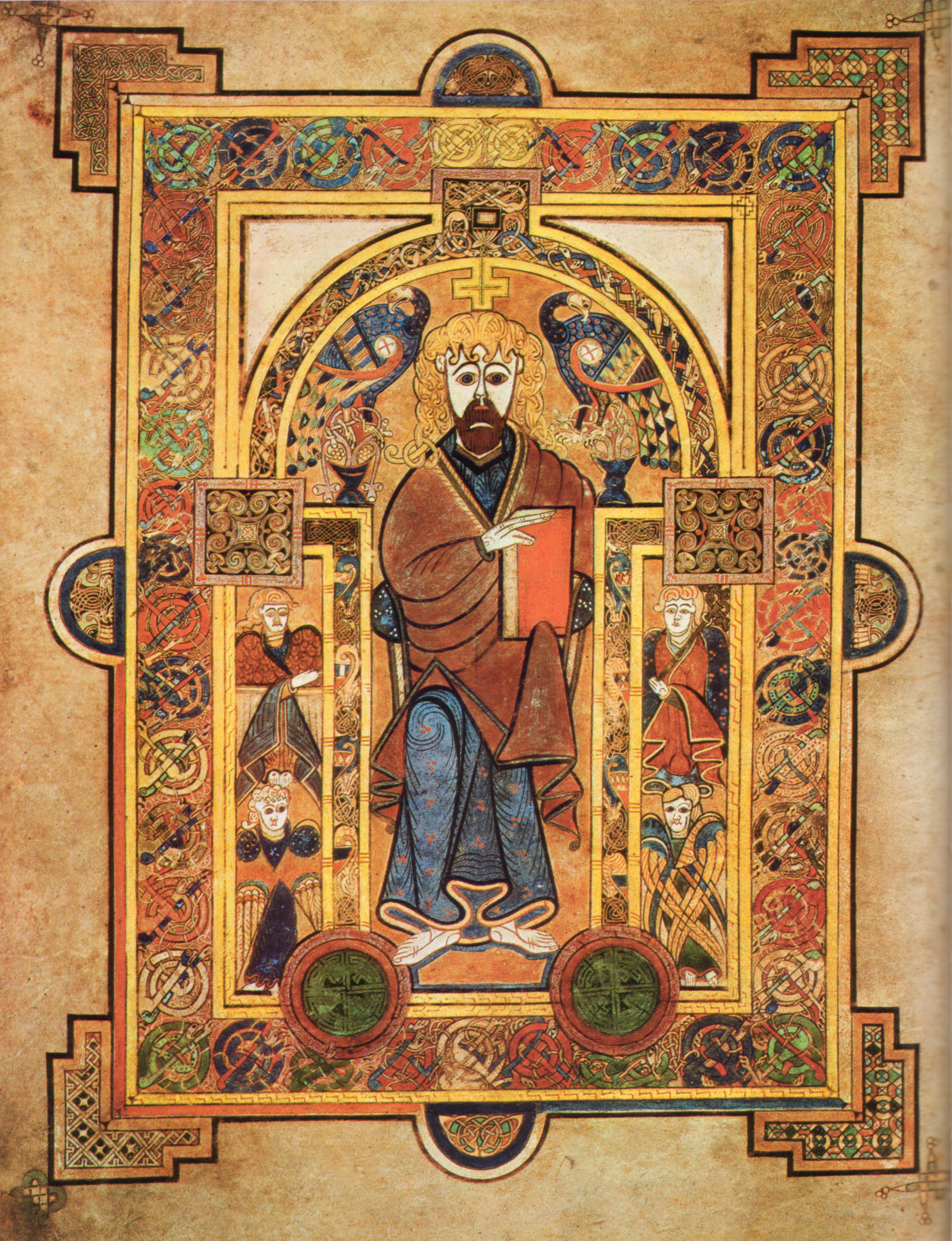
Христос на троне, из Келлской книги

Самые ранние памятники искусства Ирландии — орнаменты, найденные в археологических памятниках эпохи неолита, таких как Ньюгрейндж. За ними следуют предметы бронзового века, в первую очередь золотые украшения, а также книжная миниатюра и архитектура Средних веков. В период британского господства ирландское искусство фактически было частью британского, однако в XIX—XX веках, под влиянием идей национального возрождения, развилась традиция ирландского изобразительного искусства. Крупнейшим ирландским живописцем XX века считается Джек Йейтс, крупнейшим современным художником — Луис ле Броки. Хотя отчисления на культуру и искусство в Ирландской Республике ниже, чем в других государствах Европейского союза, Ирландия, единственная из всех стран ЕС, освобождает в определённых обстоятельствах от уплаты налогов доходы художников, что существенно способствует притоку художников и распространению искусства в Ирландии.

## Изобразительное искусство

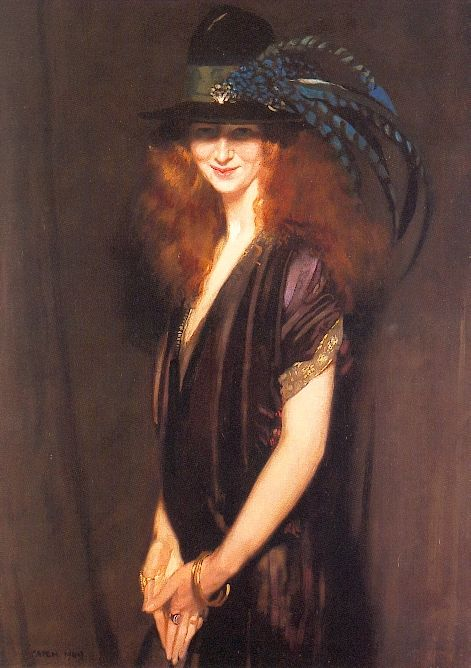
Уильям Орпен, Бриджит — Портрет Беатрис Элвери

К XVII веку кельтская культура в Ирландии пришла в полный упадок. В то же время в отношении современной культуры Ирландия представляла глубокую британскую провинцию, при том что и сама Великобритания в XVII веке не относилась к европейским центрам искусства. В 1670 году в Дублине была основана гильдия художников, но это почти не имело влияния на развитие ирландской живописи. В 1746 году в Дублине была открыта частная художественная школа, которая в 1750 году перешла под патронаж Дублинского королевского общества (Dublin Royal Society) и стала называться Dublin Society’s School. Целью школы было развивать искусства, в основном прикладные. В настоящее время преемником школы является Национальный колледж искусства и дизайна (National College of Art and Design). Директором и владельцем школы был художник Роберт Уэст, его ассистентом — Джеймс Маннин. Оба получили художественное образование во Франции. Многие впоследствии знаменитые ирландские художники так или иначе связаны с колледжем — либо учились, либо преподавали в нём. Самым знаменитым выпускником школы в XVIII веке был Хью Дуглас Хамильтон, мастер пастели и портретист, художественная карьера которого проходила в Лондоне, а затем в Италии.
Собственно ирландская живопись XVIII века начиналась с пейзажа, наиболее известными представителями которого были Сюзанна Дрёри, знаменитая своими акварельными изображениями Дороги гигантов, мастер романтического пейзажа Джордж Баррет старший, получивший образование в Дублине, но с тридцати лет живший в Лондоне, и умерший в 30 лет в Лиссабоне Томас Робертс. Уроженец Корка, художник-классицист Джеймс Барри также большую часть жизни прожил в Лондоне. Ирландию также посещали иностранные художники, самой знаменитой из которых была Ангелика Кауфман, проведшая семь месяцев в Ирландии по приглашению вице-короля лорда Таунсенда.
Ирландцами были Мартин Арчер Ши, в течение двадцати лет бывший президентом Королевской академии художеств, и Дэниел Маклис. Оба учились в Лондоне, где и протекала вся их дальнейшая карьера.
В 1830-е годы по всей Ирландии открылись государственные школы дизайна, целью которых было выпускать ремесленников и, в конечном счёте, улучшить качество импортируемых в Англию промышленных товаров. Однако ни эти школы, ни стипендии благотворительных обществ, которые начали появляться в это же время, не оказали почти никакого развития на изобразительное искусство Ирландии. После принятия в 1801 года Акта об объединении, образовавшего Соединённое королевство Великобритании и Ирландии, притяжение всех интеллектуальных ресурсов Ирландии в Лондон стало столь существенным, что тормозило все шаги по развитию собственного ирландского искусства.
Лишь во второй половине XIX века складывается ирландская школа живописи. Её возникновение связывается с именами нескольких художников, получивших известность за границей. Нэтэниел Хоун младший работал во Франции и входил в Барбизонскую школу живописи, а затем вернулся в Ирландию. Пейзажист Фрэнк О’Мира большую часть своей недолгой карьеры (он умер в 35 лет) провёл во Франции, где много работал на пленэре, находясь в непосредственном контакте с импрессионистами. Также представителем импрессионистской пейзажной живописи был учившийся в Антверпене, потом работавший во Франции и вернувшийся в Ирландию Уолтер Осборн. Родерик О’Конор, представитель постимпрессионизма и школы Понт-Авена, друг Поля Гогена, после учёбы в Дублине и Антверпене на всю жизнь поселился во Франции. Представитель академического направления, уроженец Белфаста Джон Лэйвери, получил известность сначала в Шотландии и в Лондоне, и лишь после 1921 года заинтересовался своими ирландскими корнями. Портретист Сара Пёрсер училась в Швейцарии.
В XX веке большинство представителей ирландской культуры встало перед дилеммой — либо поддержка национального движения и ориентация на своё ирландское наследие, либо космополитический взгляд и дистанцирование от этого наследия. Наиболее значительными представителями ирландской живописи XX века были Джек Батлер Йейтс, сначала работавший в акварели, а потом перешедший в масляную живопись и работавший в манере экспрессионизма, пейзажист Пол Хенри, и портретисты Уильям Орпен и Генри Джонс Тадеус. Известность получили также ученики Орпена неоромантик Шон Китинг и портретист Патрик Тюои, а также пейзажисты Уильям Джон Лич, проживший большую часть жизни во Франции и Великобритании, и Уильям Джерард Барри, скитавшийся по всему миру, не задерживаясь надолго ни на одном месте.
Кубизм в ирландской живописи был представлен творчеством Мейни Джеллет, Мэри Суонзи и Иви Хоун, хотя последняя более известна как мастер витража. Все три художницы учились во Франции. Их появление создало разрыв между господствующей более консервативной традицией в ирландском искусстве (представленной Королевской Гибернийской Академией — Royal Hibernian Academy) и новым искусством, и в 1943 году привело к формальному расколу, когда возникла Ирландская выставка живого искусства — Irish Exhibition of Living Art. Основателями последней, кроме Мейни Джеллет и Иви Хоун, а также ряда других художников, стал Луис ле Броки, постепенно ставший крупнейшим художником движения. Патрик Хеннесси, будучи близок той же группе, никогда не интересовался абстрактным искусством, и работал в стиле, близком фотореализму. Из следующего поколения художников выделяется нео-экспрессионист Уильям Крозир.

## Скульптура

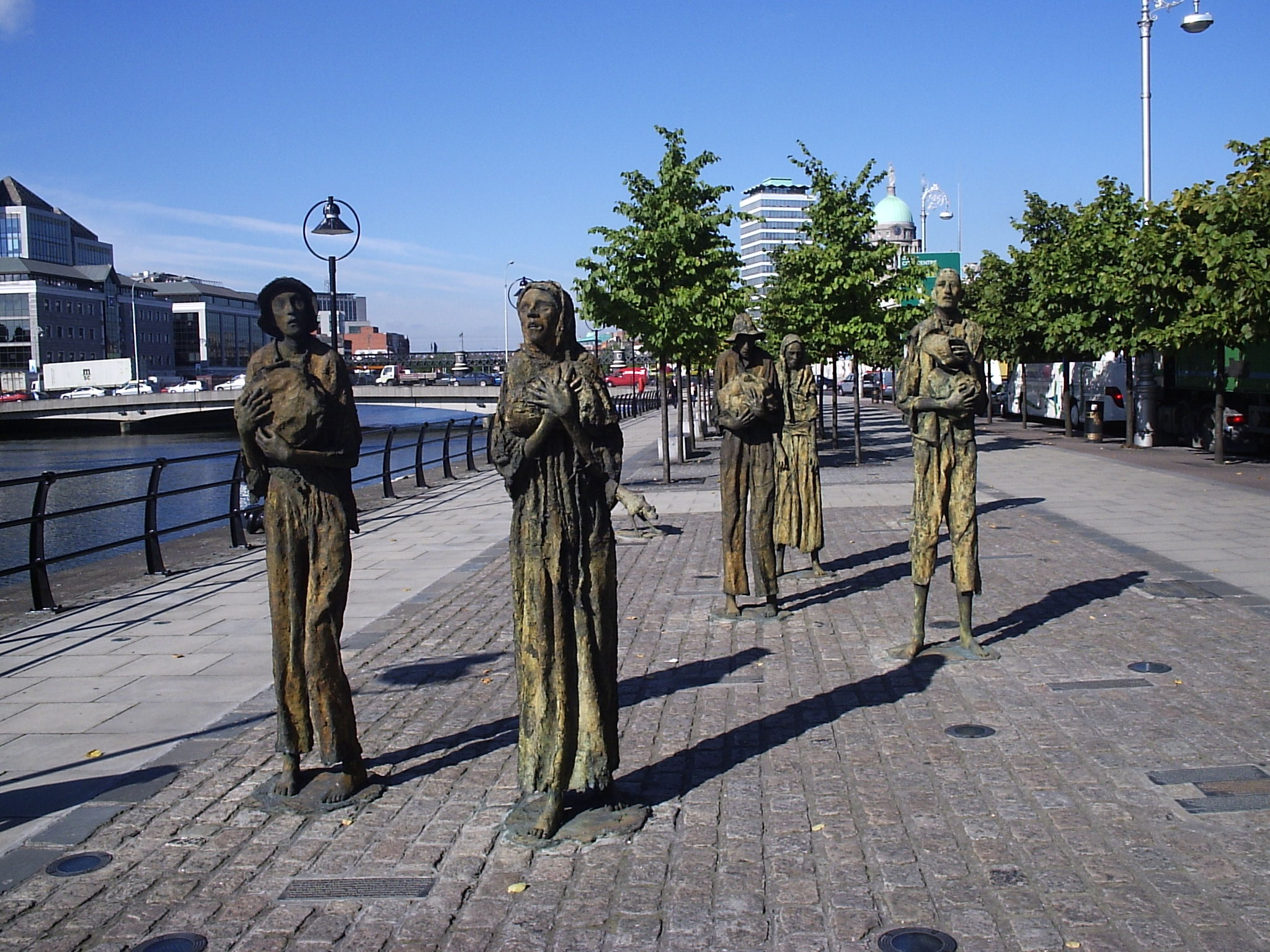
Роуэн Гиллеспи, скульптурная группа «Голод», Дублин

Скульптура в Ирландии в современном смысле этого слова получила развитие в XVIII веке, когда в Дублине строилось множество зданий. Так, Эдвард Смит выполнил скульптуры на здании таможни, Королевской капелле в Дублинском замке, и других строениях. В XIX веке появилось много крупных скульпторов ирландского происхождения, первым из которых был Джон Хенри Фоли. Практически вся его карьера прошла в Лондоне, куда он приехал в 1835 году в возрасте 17 лет. Фоли работал и в бронзе, и в мраморе, и знаменит своими портретами. Он также совместно с другими скульпторами принимал участие в нескольких проектах монументального искусства, в частности, работал над мемориалом принца Альберта в Лондоне. Современниками Фоли были нео-классицист Джон Хоган и Патрик Макдауэлл, также работавший над мемориалом принца Альберта.
Следующее поколение скульпторов, работавшее на рубеже веков, в первую очередь представлено тремя именами: Оливер Шеппард, на которого большое влияние оказал стиль ар-нуво, Джон Хьюз, известный своей религиозной скульптурой, и уроженец США Эндрю О’Коннор, создавший множество произведений монументальной скульптуры.

## Ирландское кружево
Ирландское кружево — одно из красивейших кружев в Европе. Согласно легенде, первое такое кружево сшили ирландские моряки. Во время путешествия они скучали по родным краям. И шили узоры в виде листьев, веток, цветков. После приезда они соединили узоры в полотно и получилось кружево. В настоящее время правдивость легенды не доказана.
Основной популярности искусство достигло в XIV веке. В настоящее время популярность кружева зависит от моды. Основной частью работ в технике ирландского кружева являются листья, цветы. Ценность ирландского кружева в его эксклюзивности, неповторимости.

## Ирландские танцы
Традиционные ирландские танцы, сформировавшиеся в XVIII-XX веках, включают сольные танцы, Ирландские кейли, Сет-танцы (социальные танцы), Шан-нос. Все виды ирландских танцев исполняются исключительно под традиционные ирландские танцевальные мелодии: рилы, джиги и хорнпайпы.